# Asya (phim)
Asya (tiếng Nga: Ася) là một bộ phim chuyển thể từ truyện vừa cùng tên của Ivan Turgenev, ra mắt lần đầu năm 1978.

## Diễn viên
- Yelena Koreneva... Asya
- Igor Kostolevsky... Gagin
- Vyacheslav Yerepov... N.N.
- Gertrud Brendler
- Hans Klering
- Hanna Rieger
- Bodo Schmidt
- Heidi Weigelt
- Yury Medvedev

## Ê-kíp
- Thiết kế sản xuất: Vladimir Svetozarov
- Âm thanh: Igor Vigdorchik